# Anita Berber
Pour les articles homonymes, voir Berber.
Anita Berber, née le 28 mai 1899 probablement à Leipzig et morte le 10 novembre 1928 à Berlin, est une praticienne de la danse libre, mannequin et actrice allemande. Artiste de cabaret avant-gardiste et bisexuelle affichée, elle a fait de sa vie elle-même une « Gesamtkunstwerk » aux frontières de la délinquance.
En concevant, produisant et dansant des chorégraphies qui, sur le thème de l'érotisation de la mort, mêlent l'orientalisme des costumes à la musique moderne, elle devient dès 1917 l'icône dérangeante du courant expressionniste dans les domaines de la pantomime et du burlesque américain. Figure underground de la femme affranchie et professionnelle de la provocation vilipendée, elle est à la suite d'Adorée Villany et Mata Hari une des premières performeuses avec Claire Bauroff (de) à danser nue.
Laissant la scène à des femmes artistes moins outrancières, Mary Wigman, Valeska Gert, Verena Skoronel, Berthe Trümpy ou Leni Riefenstahl, elle meurt de la tuberculose à l'âge de vingt neuf ans en ex-starlette victime de ses excès toxicomaniaques.

« Elle n'avait pas seulement besoin de scandaliser la morale, mais aussi de se mettre physiquement en danger. »

— Klaus Mann, qui lui rendit visite plusieurs fois à l'automne 1924, goûtant auprès d'elle à la cocaïne, et une dernière fois à la fin 1926.

## Biographie

### Fille d'artiste sans père (1899-1914)

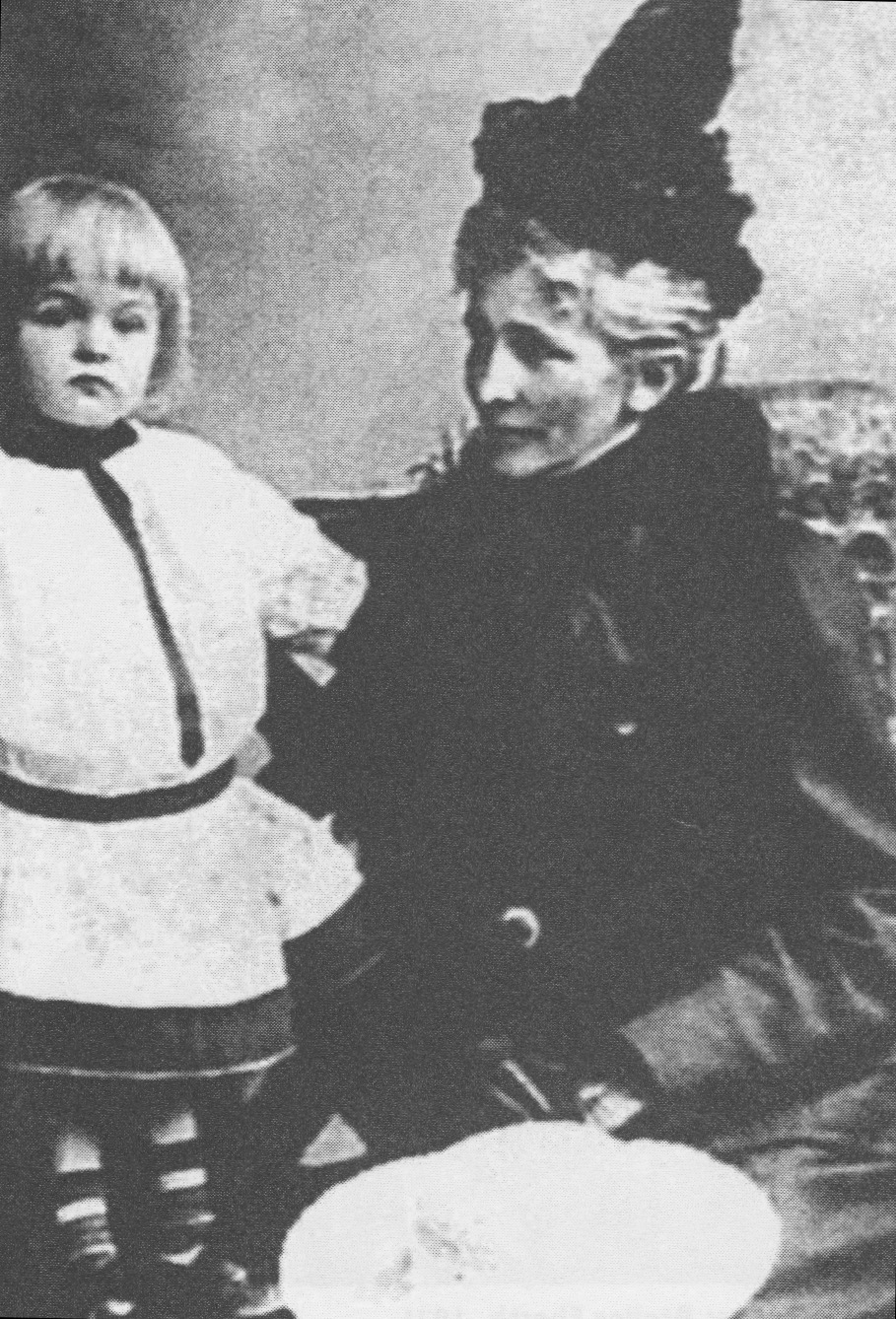
Anita Berber à deux ans, élevée bourgeoisement par sa grand-mère.

Anita Berber est la fille d'une chanteuse de cabaret, Anna Lucie Thiem, dite Lucie, et de Félix Berber (de), premier violon du Gewandhaus de Leipzig qui se mariera cinq fois dans sa vie. Elle a trois ans et demi le 8 novembre 1902 quand ses parents divorcent pour « opposition de caractères irréconciliables ». À partir de 1906, elle est élevée à Dresde par sa grand-mère maternelle, Louise, dans un confort bourgeois.
Elle a six ans et ne voit plus sa mère partie à Berlin, où elle a été embauchée par Rudolf Nelson dans la revue du Chat Noir, cabaret de l'avenue Unter den Linden. À dix ans, soit un an avant Mary Wigman, qui deviendra la promotrice de la danse expressionniste, elle est inscrite dans ce qui devient en 1912 l'Établissement d'enseignement Jacques Delcroze de Hellerau, où est mise en œuvre une pédagogie nouvelle fondée sur la rythmique Jacques Dalcroze.
À quatorze ans, en 1913, elle rejoint sa mère à Weimar. Inscrite à la rentrée dans le coûteux Institut de formation pour jeunes filles Curt Weiss, elle apprend le français et la couture. Elle fait sa confirmation luthérienne le 5 avril 1914 à l'église Saint-Luc de Dresde avec le pasteur Johannes Kessler.

### L'avant-garde berlinoise (1915-1918)
En 1915, après que la guerre a éclaté, Anita Berber, accompagnée de sa grand-mère, suit sa mère à Wilmersdorf, une banlieue de Berlin où s'entassent les immigrés de l'intérieur. L'adolescente vit là, 13 rue Zähringer, entourée de femmes, dont ses deux tantes maternelles, Else et Margarete, toutes deux vieilles filles. Tout en se produisant dans des cabarets, elle suit des cours à l'École de théâtre Maria Moissi (de) Berlin.

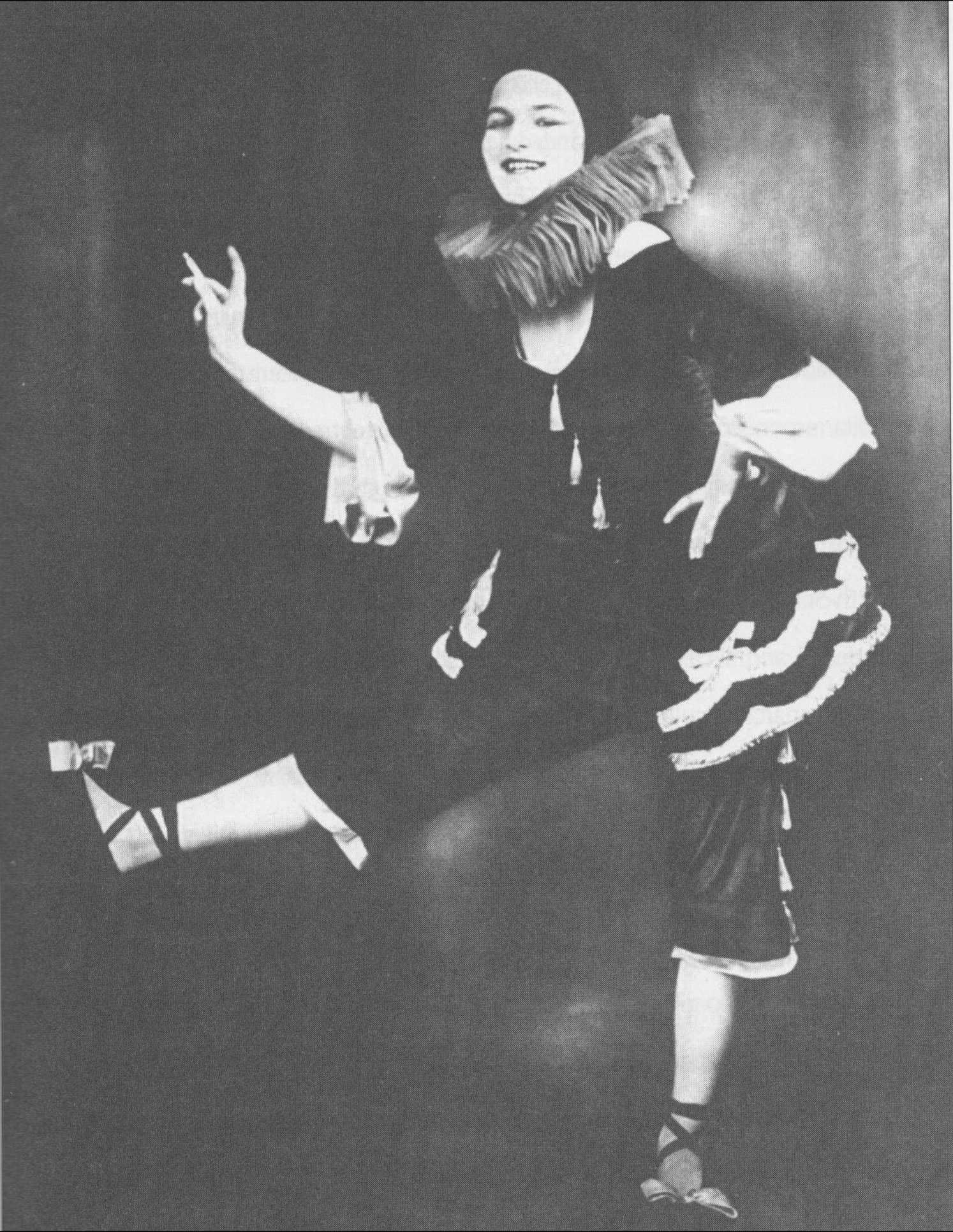
Anita Berber, pantomime de dix huit ans.

Elle apprend la danse moderne et la pantomime en même temps que Dinah Nelken (de) auprès de Rita Sacchetto (de), une actrice adepte d'Isadora Duncan et amie de Gustave Klimt qui, après avoir donné des spectacles de tableaux vivants à travers le monde, a ouvert dans sa villa une école. Elle monte sur scène pour la première fois le 24 février 1916 à la Salle Blüthner (de), où elle participe à une chorégraphie aux côtés d'une autre débutante, Valeska Gert. Le chef de la censure Ernest von Glasenapp (de), qui est présent, préfère celle-ci et déclare à propos de la première « ça va vraiment trop loin ». Elle part toutefois en tournée avec la troupe Sacchetto à travers l'Allemagne, Hanovre, Leipzig, Hambourg et Francfort. Sa rousseur naturelle la distingue parmi les nombreuses autres jolies filles.
Le 6 mars 1917, elle donne son premier solo, Danse coréenne, dans la salle des fêtes de la Haute école de musique de Berlin. Elle n'a pas encore dix huit ans et elle est remarquée par le propriétaire du magazine féminin Le Monde de l'élégance (Elegante Welte), Franz Koebner (de), un passionné de danse, mais c'est du concurrent Die Dame qu'elle fait la une.
Elle se produit dès lors en solo à l'Apollo (de), puis au Wintergarten (de) sous la direction d'un certain Pirelli, qui bouleverse le style de danse qu'elle a pratiquée jusqu'alors au sein des sages tableaux vivants de Sacchetto (de). Elle danse sur des musiques de compositeurs contemporains, tels Claude Debussy, Richard Strauss ou Camille Saint-Saëns, mais aussi Léo Delibes. Elle répète auprès d'Hélène Grimm-Reiter dans l'École pour la danse artistique et la culture physique, Kurfürstendamm, là même où sa jeune cadette Leni Riefenstahl réussit à s'offrir quelques cours à l'insu de ses parents.
Richard Oswald l'introduit dans le cinématographe en 1918 et elle devient un mannequin recherché par les magazines féminins, une figure des ateliers photographiques Alex Binder et Eberth (de). C'est aussi en 1918 qu'elle fait sa première tournée à l'étranger, en Suisse, en Hongrie et en Autriche. Elle est à Budapest quand l'armistice est signé. Au cours d'une soirée de retour de scène, dans un hôtel de Vienne, complètement ivre, elle se livre pour la première fois en public à une danse entièrement déshabillée.

### Mondanité décadente (1919-1920)

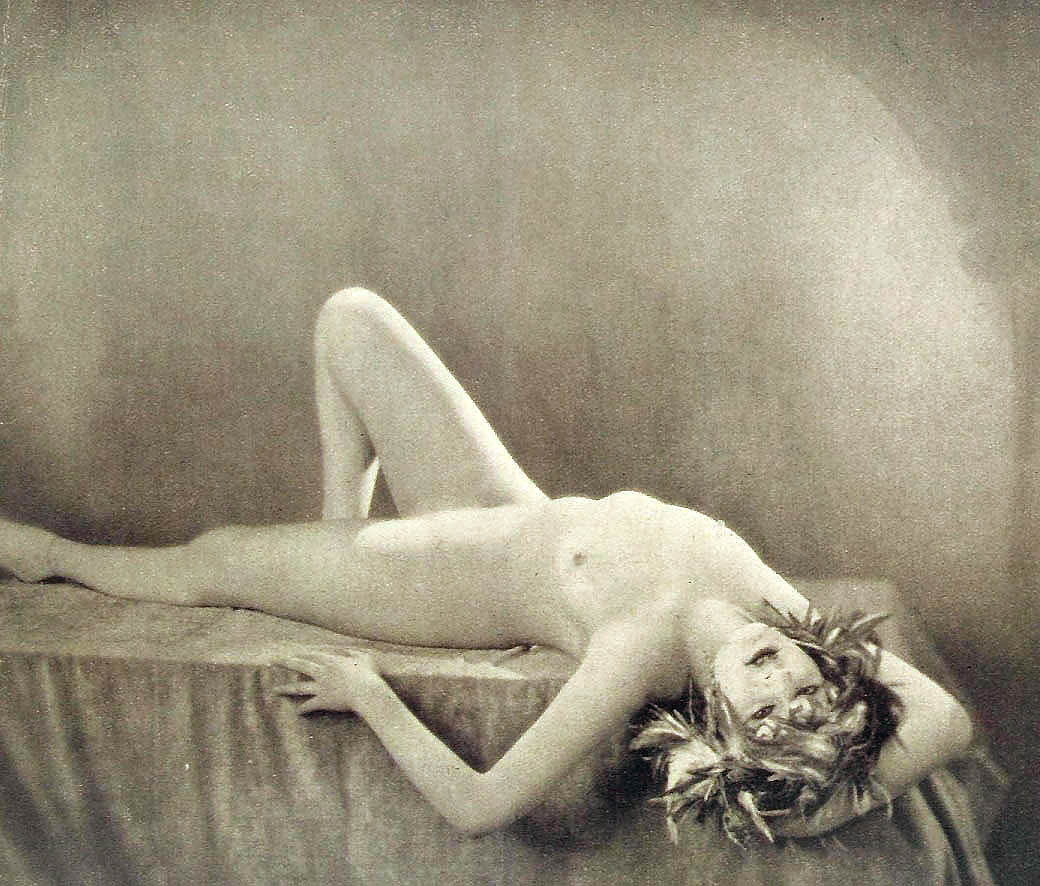
Anita Berber en 1920, par Alexander Binder.

En janvier 1919, Anita Berber épouse un héritier, Eberhard von Nathusius (de), qui est un scénariste employé par Richard Oswald. Elle tient le second rôle, au côté de Conrad Veidt, dans Différent des autres, film qui sort au printemps et qui milite pour la cause homosexuelle. C'est une œuvre engagée pour laquelle Richard Oswald a fait appel aux conseils du sexologue Magnus Hirschfeld.
Dans une capitale défaite et traversée par la révolution spartakiste, Anita Berber dépense sans compter en vêtements, chapeaux, chaussures et bijoux. Elle habite une suite de l'hôtel Adlon et entretient son image d'excentrique en se promenant un singe sur l'épaule et en s'habillant en homme. Elle lance la mode « à la Berber », smoking et monocle. Anorexique, elle consomme éther, chloroforme, opium, cocaïne et cognac. La consommation de cocaïne lui vaut le surnom de Reine des neiges.
Elle découvre le sadomasochisme et fréquente grands restaurants et palaces. Elle a l'habitude de s'injecter de la morphine devant les autres clients. Elle paraît un soir dans la salle à manger de l'Adlon entourée de deux jeunes hommes peints, vêtue d'un seul manteau de fourrure noire, qu'elle laisse tomber en prenant le champagne et qu'aussitôt le maître d'hôtel remet délicatement sur ses épaules. Punk avant l'heure, elle se teint les cheveux rouge sang et peint ses lèvres d'un grand cœur noir.
Si son personnage scandaleux lui attire le public du Schall und Rauch que dirige Max Reinhardt, sa toxicomanie compromet sa carrière cinématographique.

### La scandaleuse de Berlin (1921)
En 1921, son mari obtient le divorce. La mode berlinoise est à la vedette sexuellement libérée. La rumeur prêtera à celle qui s'honore du titre de « mauvaise fille » de nombreuses liaisons saphiques, notamment avec Marlene Dietrich. Anita Berber se met en ménage avec Susi Wanowsky, une femme divorcée d'un haut fonctionnaire de la police et propriétaire d'un bar pour rencontres lesbiennes, La Garçonne. Susi Wanowsky devient sa productrice et secrétaire.
Le couple pratique un triolisme saphique avec Celly de Rheidt (de) qui vaut aux trois femmes le surnom de « pyramide de dames » par lequel elles sont tous les lundis à neuf heures du soir accueillies sous les applaudissements au Topp Keller, un cabaret clandestin situé à Schöneberg, 13 Schwerinstrasse. Sous prétexte de participer à une loterie officiellement appelée La Pyramide, les lesbiennes peuvent s'y retrouver à l'insu de la police, du propriétaire, des voisins, et pour trente pfennigs viennent écouter Claire Waldoff interpréter au milieu de quatre musiciens des chansons à boire. Anita Berber pose lascivement avec Renée Sintenis et un modèle, anonyme, pour un cliché coquin.
Elle est d'une revue de Rudolf Nelson intitulée Payez, s'il vous plaît ! sur la scène du Théâtre Nelson, 217 Kurfürstendamm, où triomphera cinq ans plus tard la Revue nègre de Joséphine Baker. Elle se produit sur la minuscule scène de La Souris blanche, qui appartient à un puissant industriel, Peter Sachse, et où certains spectateurs ne se présentent que le visage masqué. Son interprétation de Morphine, sur la musique d'une valse lente écrite pour elle par Mischa Spoliansky, est un tube repris jusqu'à Paris.
Le premier spectacle où elle se montre entièrement nue sur scène, la scène de l'Alcazar de Hambourg, suscite l'enthousiasme des uns, la réprobation des autres. Aux spectateurs qui protestent, elle répond comme à son habitude par un doigt ou même un bras d'honneur. Sous la menace d'une sanction pénale, elle reprend les séances des jours suivants revêtue d'un ultime voile.

### Couple infernal (1922-1923)
« Nous dansons la mort, la maladie, la grossesse, la syphilis, la folie, la famine, le handicap, et personne ne nous prend au sérieux. »

— Anita Berber répondant en 1922 au journaliste Fred Hildenbrandt (de).
En juin 1922, Anita Berber rencontre au cours d'une soirée privée du Casino son prochain partenaire de scène, le poète homosexuel Sebastian Droste, qui, cocaïne aidant, prend aussitôt la place de Susi Wanowsky au poste de régisseur général. Fils de famille hambourgeois, c'est aussi un danseur qui fut membre de la compagnie de Celly de Rheidt (de), une des maîtresses d'Anita Berber célèbre pour ses mises en scène subversives, plus blasphématoires qu'obscènes, et qui se trouve au chômage depuis un peu moins d'un an que la troupe a été interdite, sa patronne condamnée pour emplois dissimulés à une amende qu'elle est incapable de payer.
Le spectacle que le nouveau couple met au point sans attendre se veut transgressif à la scène comme à la ville. La scénographie est confiée au viennois Harry Täuber, un élève du peintre Franz Cižek, lui-même promoteur d'une pédagogie nouvelle qui laisse l'enfant s'exprimer. Évocation ambigüe du sadomasochisme comme du tabou sexuel qui pèse alors sur un possible métissage, l'entrée du personnage féminin, armé de fouets, se fait entre deux Nègres. À Vienne, Anita Berber a une brève, et incertaine, aventure avec la baronne Léonie von Puttkamer, cocotte extravagante qui fut cinq ans plus tôt l'obsession de Margarethe Csonka, « la jeune homosexuelle » suicidaire analysée par Sigmund Freud et plus connue sous le pseudonyme de Sidonie Csillag. Après cinq semaines de répétition, elle est brièvement hospitalisée au sanatorium Loew, 20 Mariannengasse, où une tuberculose lui est diagnostiquée.

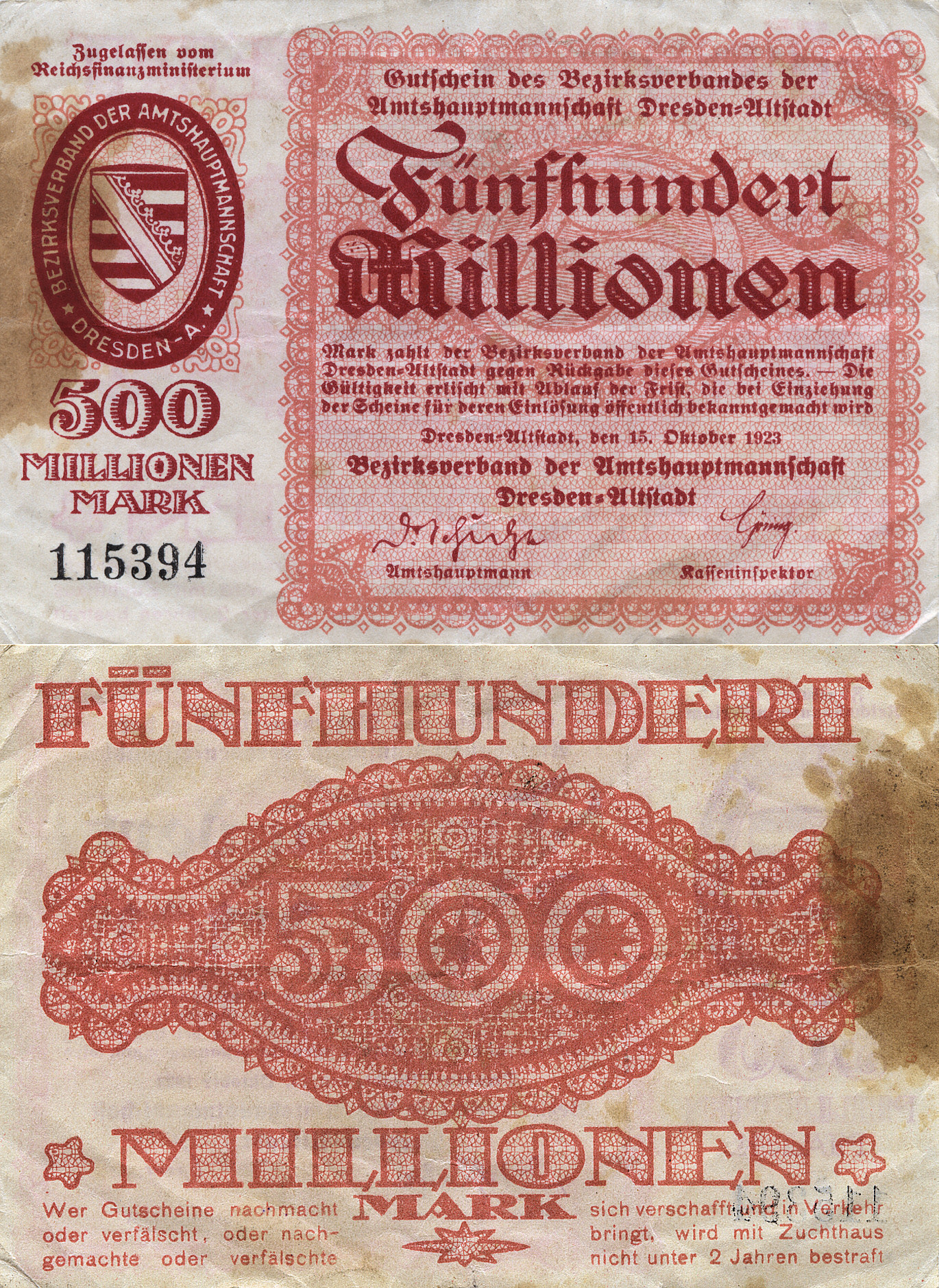
Un an plus tard, l'hyperinflation aidant, un seul billet de banque aurait suffi pour régler les dettes d'Anita Berber à l'origine de sa dérive.

Pour apurer la dette de cinquante millions de couronnes qu'Anita Berber a accumulée, somme qu'il faut mesurer au regard du contexte d'hyperinflation, Sébastien Droste fait un faux en écriture. Les créanciers dupés demandent au tribunal à être remboursés sur les recettes futures du programme en cours et de laisser Sébastien Droste le vendre. Celui ci vend les avant-premières à trois théâtres différents, en Italie, en Espagne et en France, chacune comme exclusive. L'escroquerie vaut aux deux artistes d'être bannis de l'Union internationale des artistes et interdits de représentation pour deux années sur le continent, en Grande Bretagne et en Turquie.
Revenus à Vienne pour la première, qui se déroule le 14 novembre 1922, ils sont invités plusieurs fois par la police à quitter la ville. Sébastien Droste est finalement arrêté le 15 janvier 1923 pour fraude et le couple est expulsé d'Autriche vers la Hongrie le 23. Ils transforment le spectacle en une publication au titre explicite, Danses du vice, de l’horreur et de l’extase, qui est un recueil de poèmes et de dessins illustré de seize photographies tirées par Madame d’Ora. L'ouvrage est préfacé par un proche de Franz Cižek, le promoteur de la nudité dans la danse Leopold Rochowanski (de).
Les deux parias se marient ce même mois de janvier 1923. De Budapest, ils partent en compagnie d'un voyant, Frederik Marion, pour l'Italie puis la Yougoslavie, où ils se produisent clandestinement de nuit, avant de retrouver Berlin, cinq mois plus tard. En octobre, Sébastien Droste s'enfuit avec l’argent, les fourrures et les bijoux de sa femme sur un paquebot à destination de New York, où il trouve sous le nom de Baron Willy Sebastian Droste un emploi de correspondant du B.Z. am Mittag (de) et s'attèle à un projet de film autobiographique qui ne se fera pas, The Way.

### Seconde chance (1923-1925)
Anita Berber retourne chez sa mère, rue Zâhringer, et reprend le travail à la Rampe, au Bruit et fumée, au Café Mégalo. Elle fonde sa propre compagnie, la Troupe Anita Berber.
Le 12 octobre 1923, elle assiste à la Salle Blüthner (de), qui a été sa première scène, aux débuts d'un danseur américain, Henri Châtin Hofmann (de). C'est le fils d'un pasteur de l'Église Sion de Baltimore (en). Elle danse avec lui à La Fusée, à La Souris blanche, à La Rampe. Le 10 septembre 1924, elle se marie une troisième fois, avec lui.
Le nouveau couple donne son premier spectacle conçu ensemble, Shipwrecked, en avril 1925 à Stuttgart. Le succès leur ouvre une tournée nationale, qui commence en octobre et dont les étapes, Cologne, Düsseldorf, Wiesbaden, Leipzig, Breslau, sont l'occasion d'autant d'orgies. Quand Alfred Flechtheim prend soin de ne pas l'inviter à son bal masqué, elle fait un scandale dans la rue, devant la maison, hurlant la moitié de la nuit durant.
Les tournées sont aussi l'occasion de rencontres artistiques, en particulier avec Felix Albrecht Harta (de), Otto et Martha Dix, admirateurs qui n'hésiteront plus à parcourir de longues distances pour l'admirer sur scène. « Si charmante, si adorable, très spontanée et très séduisante » aux yeux de Martha Dix, qui la voit pourtant vider en moins d'une heure une bouteille de cognac tout en se maquillant dans sa loge, Anita Berber est peinte par Otto Dix sous les traits d'une vieillarde moulée dans une robe rouge, portrait bien différent de la vision idéalisée qu'en a son épouse.
À l'occasion, Anita Berber se prostitue, sans gêne, voire par provocation. À Wiesbaden, en 1925, devant ses amis Martha et Otto Dix avec lesquels elle se promene au sortir d'une représentation, elle répond à tout admirateur qui l'aborde « C'est deux cents marks ». Elle justifie cette pratique par le peu que lui rapporte son métier et le prix élevé de ses costumes qu'elle doit payer elle-même.

### Déchéance (1926)
Un an plus tard, en avril 1926, les Hofmann (de) présentent leur nouveau spectacle, Danses de l'érotique et de l’extase, à l'Alcazar de Hambourg, où elle avait fait scandale en 1921, et c'est une nouvelle tournée, à Stockholm, Amsterdam puis en Europe de l'Est.
Les retards sur scène d'Anita Berber deviennent légendaires et elle ne fait plus son entrée sans avoir eu sa bouteille de cognac. Les soirs de beuverie où elle se retrouve dans son ménage se terminent par des coups. À Prague, son mari déclenche une bagarre dans le grand restaurant Pavillon Sect et finit la soirée au poste de police. À Zagreb, en juin 1926, elle insulte publiquement la mémoire de feu le roi de Yougoslavie et est emprisonnée. Son mari réussit à la faire libérer par le consul des États-Unis au bout de six semaines.
Physiquement épuisée, elle se réfugie à Berlin auprès de son ami le docteur Magnus Hirschfeld. Elle est hébergée avec son mari dans une pièce qui sert d'infirmerie. À la suite d'une plainte déposée auprès du préfet de police de Berlin, Albert Grzesinski, pour « immoralité », elle fait l'objet d'une enquête criminelle. Le fait est qu'elle a toujours fréquenté un milieu interlope, celui des prostituées, des travestis, des boxeurs, des parieurs clandestins...
C'est au salon Eldorado, nouvellement ouvert au 31 Lutherstrasse (de), qu'elle s'adonne à la cocaïne. Elle y entend les chansons de rue de Claire Waldoff, qui par ailleurs tient salon avec sa compagne Olga von Roeder, ainsi que le duo Margo Lion Marlène Dietrich interprétant la chansonnette explicite Ma meilleure amie. Elle se montre aussi au Café National Hof, où se réunit le Club Violetta, association fondée cette année 1926 par Lotte Hahm, la responsable de la branche féminine de la Ligue pour le droit de l'Homme, laquelle édite le journal militant Die Freundin. Le nom du club est une référence à la Nuit de la violette, appelée aussi dans certaines villes allemandes Nuit du lilas, fête qui mélange tous les ans le bleu masculin et le rouge féminin.
L'ex-actrice essaie de se reconvertir dans le théâtre. Embauchée au Theâtre intime (de) de la Bülowstrasse (de), numéro 6, par Gustave Heppner, elle joue, entre autres rôles, un des multiples personnages dans Un Jeu de rêve d'August Strindberg, qui est un hommage à la Traumdeutung de Sigmund Freud.

### Dernière tournée (1927-1928)
À Berlin, le couple, désormais désuni, est sollicité de se reformer au sein d'une revue néerlandaise, qui les emmène en octobre 1926 pour deux ans au Proche-Orient dans une tournée qui commence par Athènes et se poursuit au Caire. Henri Hofman (de) essaie de convaincre sa femme de mettre un terme à son alcoolisme. C'est durant cette tournée, le 27 juin 1927, que le précédent mari de celle ci, Sébastien Droste, revenu de New York à cause de sa tuberculose, meurt à Hambourg, dans la maison de ses parents. Il avait vingt neuf ans.
Durant les vacances, en juillet 1927, Anita Berber se trouve à Munich quand elle lit par hasard une affiche annonçant un concert donné par l'orchestre de chambre qu'anime son père, Félix Berber (de). Elle assiste au concert et quand, à la fin, elle va dans les coulisses rencontrer son père, celui-ci refuse de la recevoir.
La tournée au Proche-Orient reprend à l'automne. Dans la nuit du 13 juin 1928, Anita Berber s’effondre dans une boîte de nuit de Beyrouth. Le médecin lui diagnostique une « phtisie galopante ». Elle doit renoncer à poursuivre la tournée jusqu'à Damas.

### Mort dans l'indigence (fin 1928)

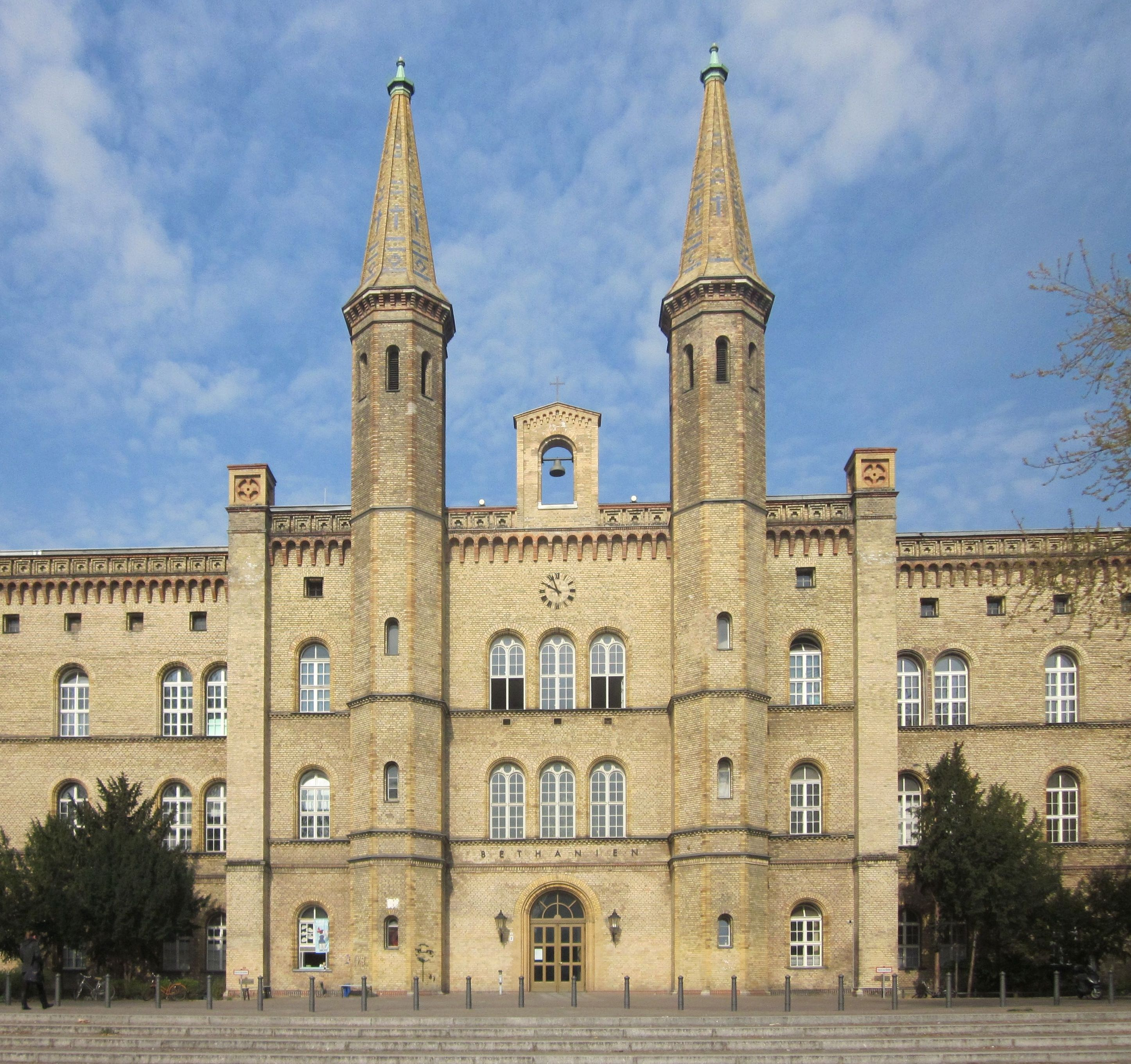
Les portes de l'hôpital pour indigents.

Son rapatriement en compagnie d'Henri Hofman (de) est un calvaire dispendieux, son état imposant de longues étapes. Arrivée désargentée à Prague au bout de quatre mois, il faut qu'une collecte soit organisée dans les coulisses des cabarets de Berlin pour lui permettre d'acheter les billets de train.
Hébergée par sa mère, elle est admise à l'hôpital Béthanie, qui accueille les indigents, et reste optimiste, forme des projets, prend soin de ses jambes.
Elle meurt moins de trois semaines après son hospitalisation, sans l'assistance de son pasteur, Johannes Kessler, qu'elle a fait appeler mais qui est en voyage. Le soir même son mari doit se produire au Casino Weidenhof, 36 Friedrichstraße, avec une remplaçante, Shelda.
L'enterrement a lieu sous la pluie le 14 novembre au cimetière Saint-Thomas de NeuKölln, dont l'entrée est 2 Hermannstrasse, en présence de nombreux artistes berlinois. Ultime provocation du destin, son mari, resté très amoureux, s'y présente en retard maquillé et ivre, tenant dans sa bouche deux roses qu'il jette dans la fosse, où le cercueil est déjà enseveli. L'éloge funèbre est prononcé par le siffleur Willy Karzin. Elle est enterrée pauvrement, sans pierre tombale, rang 21, section 2.

## Chorégraphies
« Elle dansait la mort, la folie, la syphilis, l'extase, la morphine, le suicide, l'agonie et l'orgasme. »

— Une critique d'aujourd'hui.
- 1922 : Danses du vice, de l’horreur et de l’extase avec Sebastian Droste
- 1925 : Naufragés avec Henri Châtin Hofmann (de)
- 1926 : Danses de l'érotique et de l’extase avec Henri Châtin Hofmann (de)
- 1928 : avec Henri Châtin Hofmann (de)

## Filmographie

### Films de Richard Oswald
- 1918 : Das Dreimäderlhaus
- 1918 : Histoire de Dida Ibsen (de)
- 1918 : Peer Gynt, partie II, coréalisé par Richard Oswald et Victor Barnovski (de)
- 1918 : Le Tour du monde en 80 jours (de)
- 1919 : Différent des autres
- 1919 : Cauchemars et hallucinations (de)
- 1919 : Prostitution. La maison jaune.
- 1920 : Faite pour la nuit (de)
- 1922 : Lucrèce Borgia (de)

### Cinéma expressionniste
- 1920 : Le Crâne de la fille de Pharaon d'Otz Tollen, épisodes 5 et 6
- 1920 : Le Comte de Cagliostro de Reinhold Schünzel
- 1920 : Yoshiwara, la ville d'amour des Japonais d'Arthur Bergen (de)
- 1920 : Tricheurs de Friedrich Justitz
- 1921 : Die Nacht der Mary Murton (La Nuit de Mary Murton) de Friedrich Porges (de)
- 1921 : Lucifer d'Ernest Jahn
- 1921 : Vie ratée de Maurice Armand Mondet
- 1921 : La Peste dor de Louis Ralph
- 1922 : Le Docteur Mabuse de Fritz Lang
- 1922 : En lutte contre l'ennemi invisible de Erich Schönfelder
- 1922 : Celle du cirque de William Kahn (de)
- 1922 : Maquillage de Fritz Kaufmann (de)
- 1922 : Les Trois Marie et le seigneur de Marana de Reinhold Schünzel
- 1922 : Vienne, toi, ville des chansons. d'Alfred Deutsch-German (de)

### Documentaires sur sa danse
- 1923 : Danse moderne. Danses de l'horreur, du vice et de l'extase., de Rolf Zuber et Fritz Freisler (de)
- 1923 : Désolation des profondeurs. Terre chancelante. de Fritz Freisler (de)

### Dernière apparition
- 1925 : Une Valse de Strauss de Max Neufeld

## Œuvre écrit
- (de) S. Droste, avec A. Berber, Die Tänze des Lasters, des Grauens und der Ekstase, Gloriette Verlag, Vienne, 1923.

trad. (en) M. Cole, Dances of Vice, Horror, & Ecstasy, Side Real Press, Newcastle sur la Tyne, 2012, 122 p., 300 ex.  (ISBN 978-0-9542953-7-0) Les Danses du vice, de l'horreur et de l'extase contiennent vingt deux poèmes coécrits qui sont autant de pantomimes.
En préface, les auteurs citent leurs références artistiques, les peintres modernistes Vassily Kandinsky, Marc Chagall, Pablo Picasso et Matthias Grünewald, les écrivains romantiques les plus sombres, Auguste Villiers de L'Isle Adam, Edgar Allan Poe, Paul Verlaine et E.T.A. Hoffmann ainsi que Hanns Heinz Ewers.
Poèmes
- Moi
- Danse
- Poupée Pritzel (de)
- Danse byzantine du fouet
- Cocaïne
- Saint Sébastien
- Suicide
- Vision
- Fils de roi égyptien
- Asile de fous
- Astarté
- Nuit de Borgia
- L'Assassin, la femme et le pendu
- Quelqu'un
- Le Rêveur et le condamné
- La Femme au sept masques
- Le Cadavre sur la table d'opération
- Orchidées
- Rêves
- Envie
- Le Méchant et celle qui est nue
- Tentation

## Réception
« Hommes, femmes, enfants, adultes, vieillards, valides, handicapés ont été fouettés et dressés et soumis en son nom. »

— Un chorégraphe tchèque invité dans sa suite dressant le portrait de la figure BDSM.

« Si la Gert est la caricature incarnée de toute authenticité, la Berber est l'incarnation des parodies artificielles. Jusqu'au tréfonds femme démoniaque, qui était encore hier à la mode. La bouche promise au vice, les yeux colériques, pourrie de l'intérieur jusque dans les cheveux. Ainsi virevolte elle. Roucoucoule quelque chose qu'on imagine mâle. Se dérobe, attire et fait son effet d'un mauvais cauchemar oppressant. Rien n'est juste. Tout est esbroufe dans la petite racoleuse. Déguiser la main maigre, le corps d'un serpent : regardez la, “tout ce que je peux faire !” Ainsi, avant hier peut-être femme, est elle devenue. Raffinée, fausse et naïvement engageante. Femelle ! Et le comble, la Berber danse ou plutôt : elle voudrait bien. »

— Le critique Pem en 1926 à propos du spectacle Les Naufragés avec Henri Hofman (de).

« […] la terreur des bourgeois. […] et aujourd'hui plus personne ne sait qui elle était. »

— Un magazine, trois ans après sa mort.

« Elle fut la femme la plus audacieuse de son temps […] avec laquelle la jeunesse d'aujourd'hui peut aisément s'identifier. »

— Karl Lagerfeld, couturier inspiré par l'esthétique de Sebastian Droste et photographe auteur de clichés réinventant le personnage d'Anita Berber.

« Son corps était si parfait que sa nudité ne passait jamais pour obscène. »

— Sa cadette Leni Riefenstahl, qui fut danseuse avant de devenir la propagandiste du nazisme.

« Le péché en personne. »

— Un critique en 2007.

## Célébration

### Sujet artistique choisi de son vivant
À Selb en 1918, durant sa tournée avec Pirelli, Anita Berber pose pour le sculpteur Constantin Holzer-Defanti. Celui ci réalise deux figurines en porcelaine Rosenthal devenues depuis célèbres auprès des collectionneurs, Danse coréenne, en souvenir du premier solo que la danseuse a donné un an plus tôt, et Pierrette.
En 1919, Charlotte Berend-Corinth réalise huit lithographies pornographiques, quoique très stylisées, d'Anita Berber, qui sont publiées à un petit nombre d'exemplaires par la galerie Gurlitt (de), maison habituée à ce genre d'éditions confidentielles, et qui inaugurent la légende. Elles sont aujourd'hui conservées dans une collection privée à New York, où elles sont connues sous le nom d'Anita Berber Portfolio. Cette même année, la costumière Lotte Pritzel (de) fait le portrait au crayon de la danseuse, le décolleté laissant apparaitre les seins nus. La dessinatrice en tire un de ces inquiétants mannequins qui feront sa célébrité et serviront de thème chorégraphique à Anita Berber comme à Niddy Impekoven (de).
Femme libre, Anita Berber devient en 1921 un sujet littéraire. Elle inspire à Vicki Baum le caractère principal d'un roman intitulé La Danse d'Ina Raffay. Ina Raffay est un pseudonyme qui lui-même fait allusion à la cinéaste Iwa Raffay (de). Vanity Fair publie des photographies de l'héroïne.

Le portrait en rouge d'Anita Berber peint par Otto Dix en 1925 dans une installation en hommage au peintre présentée en juillet 2013 au château d'Osterstein.

En 1925, durant le passage à Düsseldorf du spectacle Naufragés, avec Henri Châtin Hofmann (de), le peintre Otto Dix, chef de file d'un mouvement expressionniste dit Groupe du Rhin, fait le célèbre portrait vieilli avant l'âge de la « putain écarlate de Berlin » comme une caricature de la déviance sexuelle. Le tableau entrera en 1928 dans les collections municipales de la ville de Nuremberg et est exposé aujourd'hui dans celui de la ville de Stuttgart. À Vienne, cette même année 1925, c'est Felix Albrecht Harta (de), compagnon de jeunesse d'Egon Schiele, Albert Paris Gütersloh et Oskar Kokoschka, qui fait les portraits de l'artiste et de son compagnon.

### Damnatio memoriaenazie
Le mythe d'une Anita Berber révolutionnant les mœurs est forgé dès sa mort par son biographe Léo Lania (de). Elle est déjà le prototype de l'artiste fustigé par la Ligue des artistes allemands comme illustrant un art dégénéré « judéobolchévique » qui contribuerait à l'effondrement moral et économique de l'Allemagne.
Cinq ans plus tard, l'avènement du régime nazi, dont une des premières mesures est de saccager les centres de planning familial, incarcérer leurs animateurs et criminaliser l'avortement, efface durablement son souvenir. Le peintre qui a fait son célèbre portrait, Otto Dix, fait partie des artistes dénoncés par la série des Expositions d'art dégénéré, qui est inaugurée par Hans Adolphe Bühler (de) en septembre à Dresde. L'ensemble de son œuvre, dont la Danseuse Anita Berber, est interdit d'exposition, comme le sont les créations de ses collègues qui ne choisissent pas l'« émigration intérieure ». Les jeunes allemands nés dans l'entre deux guerres seront formés à l'« Art allemand » et ignoreront l'histoire d'Anita Berber.

### Redécouverte
En 1984, à l'occasion de la publication d'une biographie écrite par Lothar Fischer (de), auteur d'une précédente biographie d'Otto Dix, est organisée du 15 mai au 30 juin à la Maison de la place Lützow (de) par une association sans but lucratif, le Cercle de recherche du centre culturel de Berlin, une exposition de photographies et d'archives relatives à Anita Berber, qui est relayée par la presse et le journal télévisé de la SFB. À la galerie Bildfang, à Schöneberg, Charla Drops représente quelques danses reconstituées d'Anita Berber.
Le 9 avril de l'année suivante, l'Institut Goethe renouvelle la manifestation à Berlin-Ouest dans le cadre d'une exposition plus générale. Une conférence de Lothar Fischer (de) restaure la mémoire d'Anita Berber et de son monde auprès des visiteurs.
Ce n'est qu'en 1987 qu'Anita Berber est rappelée au souvenir du public, grâce à un film de Rosa von Praunheim, Anita – Tänze des Lasters (de). Le Théâtre de la Renaissance de Berlin donne une Revue Anita Berber. L'héroïne y est incarnée par Ingrid Caven. Pour le sept cent cinquantième anniversaire de sa fondation, Berlin présente le 27 mai à l'Espace artistique Kreuzberg (de) de Béthanie une chorégraphie dramatique de Nada Kokodovic, directrice du ballet du Théâtre national de Subotica, intitulée Anita Berber. Le 13 février de l'année suivante, la Cinémathèque allemande prolonge le succès du film par une exposition au Musée gay de Berlin. Le 20, la troupe Sheela Na Gig danse un spectacle intitulé La nouvelle Berberie.
En 1989, quelques mois avant la chute du mur de Berlin, qui intervient dans la nuit du 9 au 10 novembre, Arila Siegert (de) incarne Anita Berber dans l'adaptation du roman de Hermynia zur Mühlen La Peste blanche diffusée par la Télévision de DDR.
En 1991, la Poste fédérale publie un timbre représentant le tableau d'Otto Dix La Danseuse Anita Berber. À Berlin, un cabaret a depuis ouvert au nom de celle ci.
Le 1er octobre 1993 est donné à l'Opéra national Unter den Linden, à Berlin, Dix ou Eros et Mort, un ballet de Roland Petit dont le huitième tableau est consacré à Anita Berber, incarnée par Bettina Thiel.

### Le centenaire et ses suites

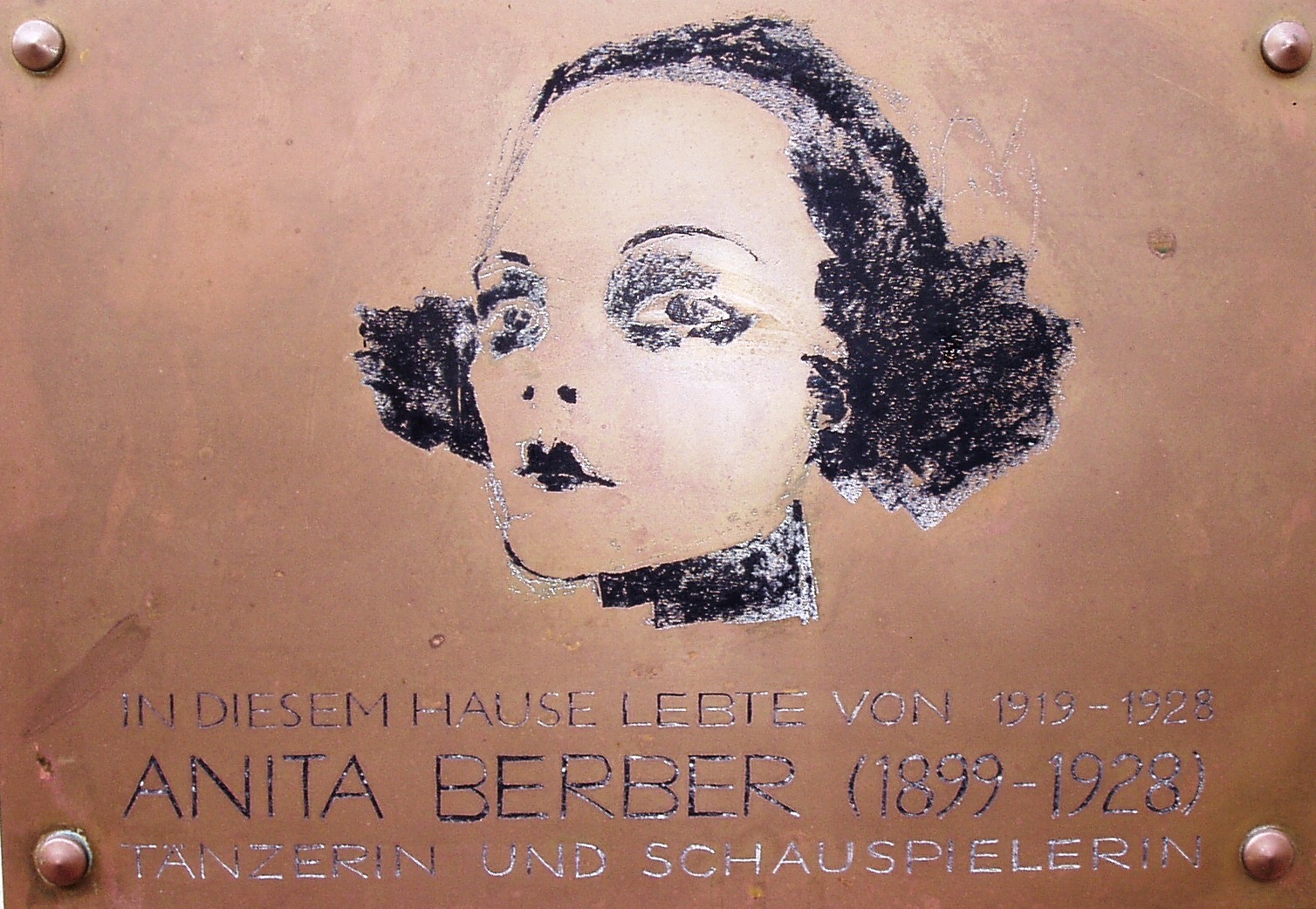
Plaque commémorative dessinée par Hans Scheib et posée le 11 novembre 2003 sur la façade du 13 rue Zähringer, domicile berlinois de la mère d'Anita Berber, chez laquelle celle ci habitait.

Le centième anniversaire de la naissance d'Anita Berber est fêté le 24 mars 1999 au musée Kolbe (de) de Berlin par un collage de Lothar Fischer (de) et l'actrice Claudia Jakobshagen (de) intitulé La plus sensationnelle danseuse de Berlin, le 5 novembre à la Salle de spectacle (de) Leipzig par une conférence et projection réalisée par les mêmes.
Le 28 novembre 1999, est organisée par Béatrice Manowsky au Café Aurora de la discothèque Trésor Berlin une nuit Anita Berber Danse en lumière, avec entre autres la ballerine Jutta Deutschland (de). Six mois plus tard, le 2 juin 2000, c'est Sylvia Schmid qui présente un ballet dans le cadre d'une exposition au BAT (de). La danse nue de Sylvia Schmid passe sur la chaine MDR Fernsehen à l'occasion de la diffusion d'un entretien de Lothar Fischer (de).
Pendant dix ans, de 2000 à 2010, l'actrice Claudia Jakobshagen (de), sous la direction musicale de Dietrich Bartsch (de), incarne Anita Berber sur la scène berlinoise du Tanztheater de Sylvia Schmid, la Petite revue de nuit (Kleine Nachtrevue).
La figure d'Anita Berber passe à l'ouest le 10 février 2005, quand Nina Kurzeja, ballerine qui sera primée par le Prix de danse et de théâtre de Stuttgart, interprète aux côtés de Christian Alexander Koch (de) et quatre danseurs un spectacle qu'elle a conçu et intitulé Connaissez vous Anita Berber ? à la Maison du théâtre Stuttgart (de).

### Icône post punk
En avril 1994 à San Francisco, la boîte de nuit Bimbos produit une chorégraphie de Marni Thomas subventionnée par l'Institut Goethe, Les sept toxicomanies et les cinq métiers d'Anita Berber. Nina Hagen réalise une performance Anita Berber.
En décembre 1998, le performeur transformiste Bridge Markland présente Pièce Anita Berber à la salle des fêtes de Berlin Centre, au Bal de la rue Naunyn et à la galerie Bildfang.
Le groupe Death in Vegas consacre en 2004 un titre de son album Satan's Circus à Anita Berber.
En janvier 2007, le couturier Michael Michalsky présente à l'hôtel de ville rouge de Berlin une collection qui revisite la mode « à la Berber ». En 2008, Lena Braun (de) présente un Hommage à Anita à l'Espace artistique Kreuzberg-Béthanie (de), dans les bâtiments de l'hôpital Béthanie, Mariannenplatz, où est morte Anita Berber et qui ont été transformés en 1973 en cité d'artistes. C'est un ensemble d'autoportraits sérigrahiés reconstituant des scènes qui représentent Anita Berber et ses danses du vice. L'année suivante, Vogue Allemagne publie une série de clichés réalisés par Karl Lagerfeld faisant revivre le personnage d'Anita Berber.
À l'autre bout de Berlin, à Wedding, un centre Anita Berber est ouvert en 2013, dans les locaux d'un autre hôpital désaffecté, 17 Pankstrasse. Différentes manifestations, conférences, concerts électro, spectacles de striptease, y sont organisés. En 2014, le peintre Markus Manowski y expose un nu d'Anita Berber renversé. Au début de cette année 2014, le MS Stimulateur cardiaque, compagnie de danse fondée en 1998, réédite l'ouvrage que le chorégraphe Joe Jentchik (cs) consacrait en 1930 à Anita Berber défunte et s'appuie sur ce document pour produire à l'Espace artistique Béthanie (de) mais aussi au Théâtre national de la Sarre, une rétrospective, série de performances et de reconstitutions expérimentales.
En 2017, au terme d'une tournée d'un an, Jan Moritz, soliste du groupe Van Canto, enregistre avec le groupe Opera chaotique une chanson de l'album New EP "MUSES" (of the Damned Artists) consacrée à Anita Berber.

### Consécration séculaire

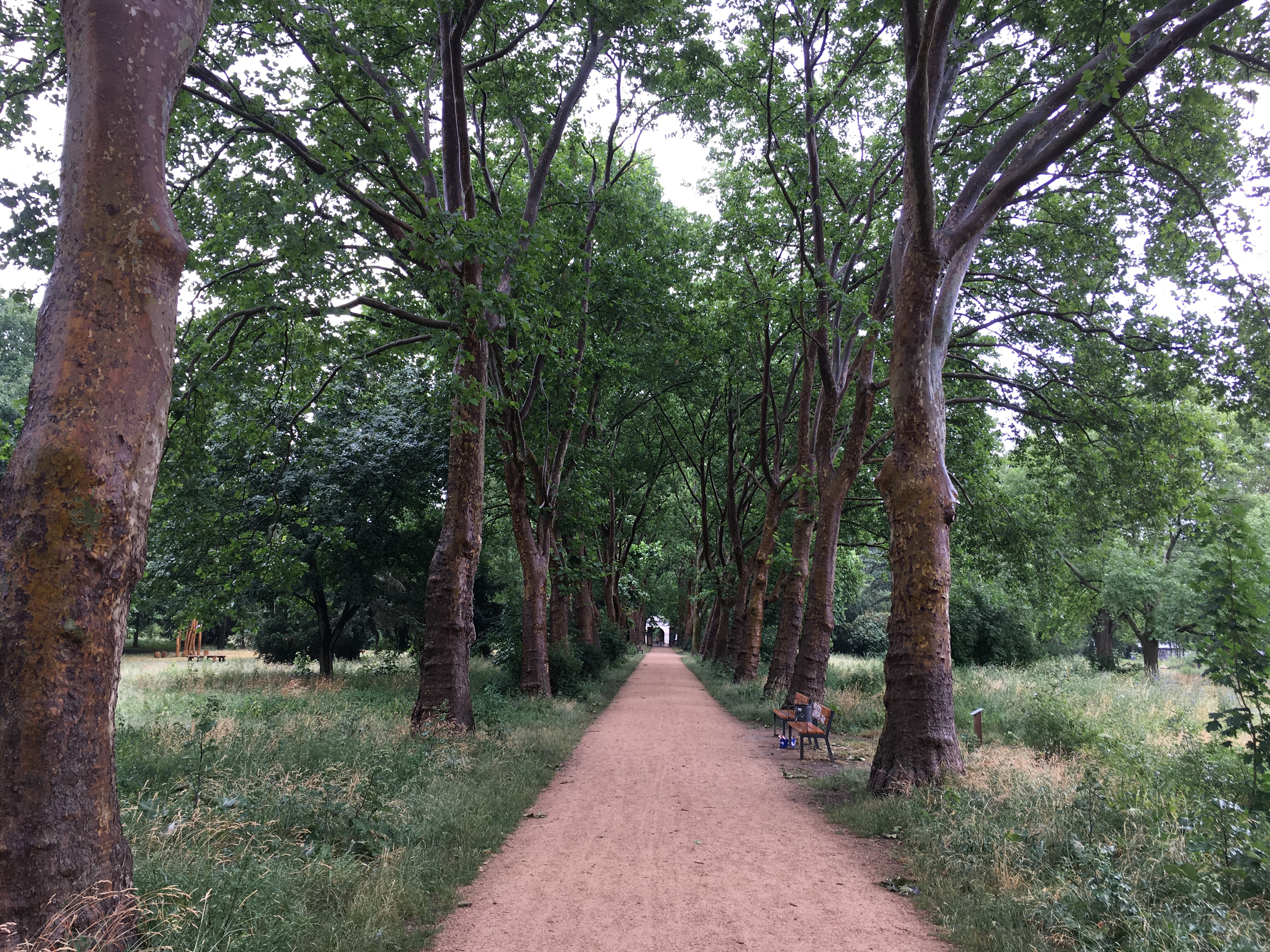
L'allée principale du parc Anita Berber.

Le 17 juin 2016, à l'occasion du cent vingt cinquième anniversaire de la naissance d'Otto Dix, a lieu au théâtre de la Grande maison (de), à Gera, la première d'un ballet de Yiri Boubénitchèque (de) évoquant les épisodes de la vie d'Anita Berber, Anita Berber, déesse de la nuit. La chorégraphie est dansée par le ballet national de Thuringe (de). La musique, interprétée par la Philharmonique d'Altenbourg, a été composée par Simon Wills (de).
Le 10 juillet 2017, après deux années de travaux émaillés de quelques profanations accidentelles de tombes, l'ancien cimetière Saint-Thomas de Berlin, où est enterrée Anita Berber, est rouvert sous la forme d'un parc de 6,6 hectares à son nom, lequel a été au dernier moment préféré à celui de la militante communiste Olga Benário.

#### La mythification
- (de) L. Lania (de), Der Tanz ins Dunkel. Anita Berber, ein biographischer Roman, Schultz, Berlin, 1929.
- (cs) J. Jentchik (cs), Anita Berber. Studovat., J. Reimoser, Prague, 1930.

trad. (de) S. Klein, dir. M. Stiefermann, Anita Berber. Studie., Kieser, Munich, 2014, 96 p.  (ISBN 978-3-935456-30-2).
- (de) K. Mann, photo. Madame d’Ora, « Erinnerungen an Anita Berber », in Die Bühne, no 275, p. 45-46, Vienne, 1er mars 1930.
- (en) Mel Gordon, The Seven Addictions and Five Professions of Anita Berber. Weimar Berlin's Priestess of Decadence., Maison sauvage (en), Los Angeles, 2006, 199 p.  (ISBN 1-932595-12-0).

#### La revisitation
- (de) L. Fischer (de), Tanz zwischen Rausch und Tod : Anita Berber, 1918-1928 in Berlin., Haude & Spener (de), Berlin, 1984, rééd. 1988, rééd. 1996, 96 p.  (ISBN 3-7759-0262-7).
- (de) U. Scheub (de), « Berlin, du tanzes den Tod. », in U. Scheub (de), Verrückt nach Leben - Berliner Szenen in den zwanziger Jahren, Hambourg, 2000  (ISBN 3-499-22679-0).
- (de) L. Fischer (de), Anita Berber, Göttin der Nacht, Ebersbach (de), Berlin, 2006, 205 p.  (ISBN 978-3-938740-23-1).
- (de) L. Fischer (de), Anita Berber, Ein getanztes Leben., Hendrik Baessler (de), Berlin, 2014, 208 p.  (ISBN 978-3-930388-85-1).

#### Notices biographiques
- (de) H. M. Bock, « Anita Berber », in dir. H. M. Bock, CineGraph – Lexikon zum deutschsprachigen Film, Text + Kritik, Munich, 1995  (ISBN 9783869162225).
- (de) « Anita Berber », in A. Heinzlmeier (de) & B. Schulz (de), Lexikon der deutschen Film- und TV-Stars, p. 32f, réed. Schwarzkopf & Schwarzkopf, Berlin, 2000  (ISBN 3-89602-229-6).
- (de) « Berber, Anita.», in K. Weniger, Das große Personenlexikon des Films, vol. I. "A-C", p. 334, Schwarzkopf & Schwarzkopf, Berlin, 2001  (ISBN 3896023403).
- (en) A. Capovilla, « Berber, Anita.», in dir. R. Aldrich & G. Wotherspoon, Who's Who in Contemporary Gay and Lesbian History: From Antiquity to World War II., p. 50-51, Routledge, New York, 2001.
- (de) « Berber, Anita.», in U. Liebe, Von Adorf bis Ziemann. Die Bibliographie der Schauspieler-Biographien 1900-2000. Deutschland, Österreich, Schweiz., Verlag Literatur und Kritik, Schöppenstedt, 2004,  (ISBN 3-9809683-0-8).
- Eva Karcher, " Dix ", pages 103,104 collection Taschen. 50672 Köln, 2012

Articles
- (de) Ralf Georg Czapla (de), « Getanzte Dichtung – gedichteter Tanz. Anita Berbers und Sebastian Drostes "Tänze des Lasters, des Grauens und der Ekstase" zwischen poetischer Reflexion und tänzerischer Improvisation. », in Tanz im Kopf – Dance and Cognition. Jahrbuch Tanzforschung 15. Hg, Gesellschaft für Tanzforschung von Johannes Birringer & Josephine Fenger Lit., Münster, 2005  (ISBN 3-8258-8712-X).
- (en) S. L. Funkenstein, « Anita Berber: Imaging a Weimar Performance Artist. », in Journal d'art des femmes (en), no 26, p. 26-31, Old City Publishing, Philadelphie, août 2005  (ISSN 0270-7993).
- (en) Merrill Cole, « Lust Murder Sex Dolls and Other Weimar Monstrosities : Anita Berber, Sebastian Droste, and Hannah Höch in Inflation Era Berlin », in G. Bridet & A. Tomiche, Les relations entre genres (gender) et genres (littéraires), Centre d'études des nouveaux espaces littéraires de Paris-XIII, Villetaneuse, 14 janvier 2011.
- (fr) L. Guilbert, « Anita Berber ou la danse par le scandale », Repères, cahier de danse., no 29, CDC du Val-de-Marne, Vitry-sur-Seine, mars 2012  (ISSN 2112-5147).

#### Le Berlin émancipé
- (en) A. Gill, A Dance between the Flames: Berlin between the Wars., Carroll & Graf (en), New York, 1993.
- (en) K. E. Toepfer, Empire of Ecstasy: Nudity and Movement in German Body Culture, 1910-1935., UCP, Berkeley, 1997.
- (en) A. Richie, Faust's Metropolis: A History of Berlin., Carroll & Graf (en), New York, 1998.
- (de) Brigit Haustedt, Die wilden Jahre in Berlin: eine Klatsch- und Kulturgeschichte der Frauen, Ebersbach (de), Berlin, 1999  (ISBN 9783931782597).
- (de) B. Wetzig-Zalkind, Das ist Berlin. Eine Stadt und ihre Stars., Westkreuz, Bad Münstereifel, 2005, 208 p.  (ISBN 3-929592-85-1).
- (en) D. Clay, Legendary Sin Cities, I "Berlin: Metropolis of Vice.", CBC Documentaire (en), Ottawa, 2005, DVD, 45'  (ISBN 978-1-62102-951-9).
- (de) R. Metzger (de), Berlin, die 20er Jahre., Deutscher Taschenbuch Verlag (de), Munich, 2006  (ISBN 978-3-423-34407-4).
- (en), Mel Gordon, Voluptuous Panic: The Erotic World of Weimar Berlin., Maison Feral (en), Port Townsend, août 2008, 300 p.  (ISBN 978-0922915965).
- (de) P. Marcus, préf. I. Bach, Zwischen zwei Kriegen: aus Berlins glanzvollsten Tagen und Nächten, Transit (de), Berlin, 2013, 199 p.  (ISBN 978-3-88747-290-0).

### Iconographie
- Photographies, dessins et affiches sur Anita Berber